# Abaza (thành phố)
Abaza (tiếng Nga: Абаза́; Khakas: Абаза) là một thành phố thuộc Cộng hòa Khakassia, Nga. Nơi đây nằm bên bờ sông Abakan cách Abakan 144 kilômét (89 mi) về phía nam. 

## Dân số
17,115 (Điều tra dân số 2010); 18,052 (Điều tra dân số 2002); 17,630 (Điều tra dân số năm 1989).